# Bonnefond
 Bonnefond  (en occitano Bona Font) es una comuna  y población de Francia, en la región de Lemosín, departamento de Corrèze, en el distrito de Ussel y cantón de Bugeat.
Su población en el censo de 2008 era de 124 habitantes.
Está integrada en la Communauté de communes Buget-Sornac-Millevaches au Coeur.

## Demografía
| 260 | 214 | 163 | 149 | 136 | 127 | 124 |
| Para los censos de 1962 a 1999 la población legal corresponde a la población sin duplicidades (Fuente: INSEE [Consultar]) |     |     |     |     |     |     |